# Nannophya occidentalis
Nannophya occidentalis is een libellensoort uit de familie van de korenbouten (Libellulidae), onderorde echte libellen (Anisoptera).
De soort staat op de Rode Lijst van de IUCN als niet bedreigd, beoordelingsjaar 2007, de trend van de populatie is volgens de IUCN stabiel.
De wetenschappelijke naam Nannophya occidentalis is voor het eerst geldig gepubliceerd in 1908 door Tillyard.